# Monodelphis glirina
Monodelphis glirina är en pungdjursart som först beskrevs av Johann Andreas Wagner 1842. Monodelphis glirina ingår i släktet pungnäbbmöss och familjen pungråttor. IUCN kategoriserar arten globalt som livskraftig. Inga underarter finns listade.
Pungdjuret förekommer i centrala Brasilien, norra Bolivia och sydöstra Peru. Arten vistas främst i regnskogar på marken. Individerna är aktiva på natten och äter ryggradslösa djur, små ryggradsdjur, as och frukter.